# Murunkus
Murunkus é um género fóssil da família Diomedeidae, a que pertencem os actuais albatrozes, constituído por uma única espécie reconhecida: Murunkus subita. Os fósseis foram encontrados em rochas que datam do Eoceno Médio do Uzbequistão.